# Гладковский, Арсений Павлович
Арсе́ний Па́влович Гладко́вский (9 [21] мая 1894, Санкт-Петербург — 31 июля 1945, Ленинград) — советский композитор, автор первой советской оперы «За красный Петроград, или 1919 год».

## Биография
С 1912 года брал уроки по гармонии, контрапункту, анализу форм у В. П. Калафати. Учился на математическом отделении Петербургского университета, который окончил в 1917 году. В 1915—1917 годах — секретарь и преподаватель теории музыки музыкального кружка университета. В 1918—1922 лектор на концертах Политпросвета 7-й армии.
В 1924 году окончил Ленинградскую консерваторию, где занимался композицией у В. П. Калафати и М. О. Штейнберга.
В 1922—1932 годах — заведующий музыкальным отделением и преподаватель теоретических предметов 1-й художественной студии и художественного политехникума.
В 1930—1934 годах — преподаватель теоретических предметов музыкальных курсов им. Н. А. Римского-Корсакова.
В 1934—1941 годах — преподаватель композиции музыкального училища и школы при Ленинградской консерватории и Дворца пионеров.
В 1929—1932 годах — председатель бюро секции композиторов Всероскомдрама в Ленинграде. В 1932—1940 годах — председатель горкома композиторов Ленинграда.

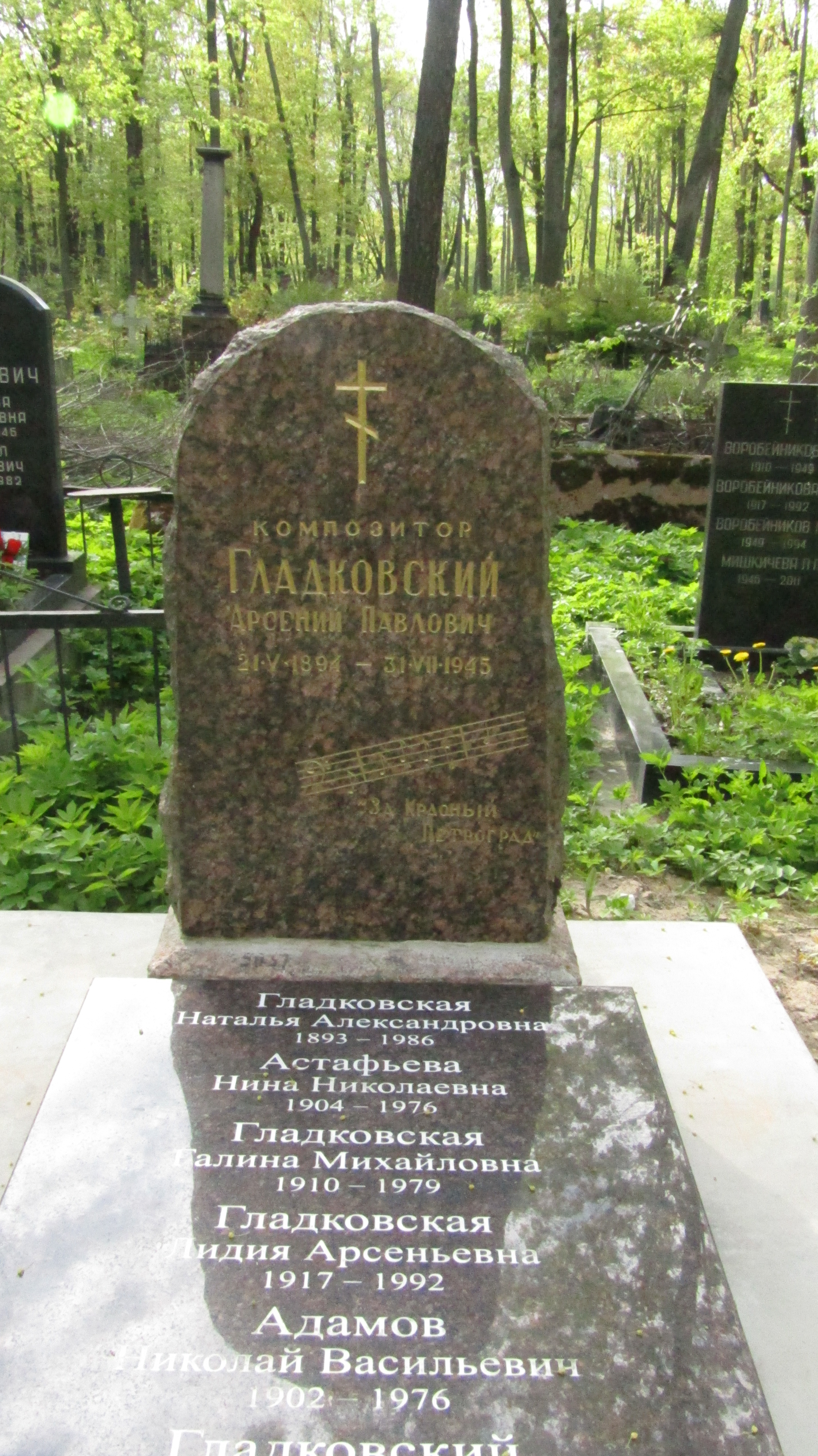
Могила Гладковского А.П. Волковское лютеранское кладбище, Санкт-Петербург

## Сочинения
- 1925 — опера «За красный Петроград, или 1919 год» (в соавторстве с Е. Пруссаком; по либретто А. П. Лебедева)[1][2]
- 1930 — опера-оратория «Фронт и тыл»
- 1931 — поэма «Памяти 26 бакинских комиссаров» для голоса, декламации и симфонического оркестра
- 1932 — музыкальная комедия «Рустам»
- 1934 — «Детская сюита»
- 1935 — симфония «Героическая»
- 1937 — симфония «Пушкин»
- 1937 — музыкальная комедия «Поэт и барабанщик»
- 1938 — музыкальная комедия «Кольцо с изумрудом»
- 1939 — балет «Том Сойер» (либретто Б.Фенстера)
- 1945 — симфония «Карельская»

Написал большое количество песен на слова В. Азарова, П. Коршунова, В. Лопухина, А. Прокофьева, А. Суркова, Н. Тихонова, Н. Щербакова. Писал музыку к спектаклям «Дружба» В. Гусева, «Женитьба Бальзаминова» А. Островского, «Мария Стюарт» Ф. Шиллера.

## Ученики
Среди учеников Арсения Павловича — Марк Фрадкин, Алексей Муравлёв, Вадим Салманов, Даниил Френкель.